# 庫里利夫卡 (卡尼夫區)
49°46′31″N 31°17′49″E / 49.77528°N 31.29694°E
庫里利夫卡（烏克蘭語：Курилівка）是位於烏克蘭中部的村莊，由切爾卡瑟州切爾卡瑟區的博布里齊亞市鎮負責管轄。該村面積1.38平方公里，海拔高度144米，2009年該城鎮人口231。